# The Staves
The Staves é um trio britânico de Watford, Hertfordshire, Inglaterra. Composta pelas irmãs Emily, Jessica e Camilla Staveley-Taylor.
O jornalista da Allmusic, James Christopher Monger, descreve o trio como "Claras, confiantes e de classe, The Staves (com seus produtores) sabem que sua habilidade de harmonizar (ou cantar em uníssono perfeito e familiar) é seu cartão de visitas, e sua instrumentalização é calibrada de acordo com esse conhecimento, permitindo que seus vocais permaneçam um pouco acima da mistura..."

## Carreira
Elas começaram a tocar em noites de microfone aberto em um pub de Watford, The Horns. Elas se chamavam de The Staveley-Taylors, marcando seus sobrenomes no quadro-negro do pub. Em uma dessas noite, um amigo chamou-as de The Staves. 
O grupo apareceu no album de Tom Jones, Praise and Blame, que foi lançado em julho de 2010. Elas foram banda de suporte dos Mt. Desolation em sua turnê pelo Reino Unido no outono de 2010, Jessica Staveley -Taylor também era membro dessa banda, fazendo vocais e tocava violão. The Staves lançou o Live at Cecil Sharp House EP e Mexico EP em 2011.
The Staves chamaram a atenção nos Estados Unidos, sendo banda de suporte para The Civil Wars em janeiro de 2012.  Elas seguiram com apresentações no South by Southwest e um "Austin to Boston" tour em março e abril do mesmo ano. Também foi banda de apoio de Bon Iver em maio e junho de 2012 nos EUA e Canadá.
As The Staves aparecem frequentemente na televisão britânica, com o video de "Facing West", no programa promocional This is BBC Two, além de aparecer trechos da aparição do trio no Later... with Jools Holland, que foi transmitido pela primeira vez em 09 de novembro de 2012.
O álbum de estréia da banda, Dead & Born & Grown , foi lançado em novembro de 2012 e produzido por Glyn Johns e Ethan Johns. 
O primeiro album do trio foi bem recebido pela critica. Com isso, elas saíram em uma grande turnê pelos Estados Unidos e Europa. Com mais de 50 shows confirmados, a maioria Sold Out.
A apresentação marcante do trio foi no Glastonbury 2013. Elas tocaram durante os 3 dias do festival, em palcos diferentes. No palco principal, Elas cantaram With a Little Help from My Friends junto com Mumford & Sons, Vampire Weekend, First Aid Kit e The Vaccines, fechando o festival.

## Discografia
- Facing West EP (2010) Daddy Max Records
- Live at Cecil Sharp House (7 de outubro 2011)
- Mexico EP (2 de dezembro 2011)
- The Motherlode EP (13 de abril 2012)
- Dead & Born & Grown (12 de novembro 2012)[2]
- Dead & Born & Grown & Live (16 de julho 2013)